# AMD Alchemy
Alchemy je mikroarchitektura pro energeticky nenáročné mikroprocesory vyvíjená společností Alchemy Semiconductor. Implementovala instrukční sadu MIPS32 od MIPS Technologies. První a jediný realizovaný mikroprocesor byl Au1 CPU.

## Historie
Alchemy Semiconductor byla společnost založená v květnu 2000 v texaském Austinu. Organizace zakoupila licenci pro instrukční sadu MIPS32 od MIPS Technologies a mezi lety 2000–2002 postupně vyvíjela SoC mikroprocesory Au1000, Au1500 a Au1100.
Alchemy Semiconductor byl v roce 2002 odkoupen společností AMD, která v roce 2006 prodala procesorovou řadu Alchemy korporaci Raza Microelectronics. V prosinci 2007 Raza Microelectronis změnila své jméno na RMI Corporation. V červnu 2009 NetLogic Microsystems získal RMI za 183,4 milionu dolarů. V září roku 2011 koupila všechny akcie NetLogic společnost Broadcom za cca 3,7 miliardy dolarů.